# Manuel Callebert
Manuel Callebert (7 juli 1977) is een Belgisch voormalig volleyballer.

## Levensloop
Callebert begon op 9-jarige leeftijd met volleybal. Hij was actief bij Rembert Torhout en Knack Roeselare. Met deze club werd hij vijfmaal landskampioen (2005, 2006, 2007, 2010 en 2013) en won hij viermaal de Beker van België (2005, 2006, 2011 en 2013). Ook won hij met Roeselare viermaal de Supercup (2004, 2005, 2007 en 2010). 
Daarnaast was hij actief bij het Belgisch volleybalteam, waarmee hij onder meer deelnam aan het Europees kampioenschap van 2007.
Na zijn spelerscarrière was hij actief als trainer bij Doskom Moorslede en assistent-coach bij VT Lendelede.